# 花形惠子
花形惠子（日语：／ Hanagata Keiko，1935年6月2日—2015年1月12日），日本女演員、配音員、兒童文學作家。出身於東京府（現東京都）。81 Produce最終所屬。丈夫是演員篠原大作（2016年去世）。身高156cm。O型血。

## 來歷
日本女子大學附屬高等學校畢業。1954年4月，她加入劇團葡萄之會。在費德里科·賈西亞·羅卡的《貝爾納達·阿爾巴之家》上飾演阿德拉首次登台演出。1961年2月離開葡萄之會，與山田肇、篠原大作、松村彥次郎等人創立劇團風。在同人舎Productions、東京俳優生活協同組合、Production baobab、ARTSVISION工作後，隸屬於81 Produce。
她與丈夫篠原大作共同主持「兩人朗讀館」，也活躍於朗讀領域。擔任朝日文化中心朗讀講座等等的講師。
2015年1月12日去世，享壽79歳。其丈夫篠原也在花形去世1年1個月後去世。

## 人物
聲種：次女高音～女低音。
興趣、特長：日本舞、高爾夫。
有兩個兒子。

## 演出
粗體字表示主要角色。

### 電視動畫
1971年
- 排球甜心（順玉）

1973年
- 小酋長小黑
- 根性青蛙（1973年—1974年）

1974年
- 山林小獵人 (1974年版)（1974年—1976年，媽媽[16]）

1975年
- 少年德川家康（華陽院[17]）

1976年
- 尋母三千里（瑪格達蓮娜）

1977年
- 女王陛下的小天使小偵探（日语：女王陛下のプティアンジェ）（女王陛下）

1980年
- 無敵機器人 托萊達G7（竹尾加代〈初代〉[18]）

1981年
- 早安！蘇龐克（日语：おはよう!スパンク）
- 家族魯賓遜漂流記 不可思議之島的芙蘿拉（露意絲珂普）
- 新·根性青蛙（1981年—1982年，町田老師的太太[來源請求]）

1982年
- 太陽之子（歐姆羅）

1985年
- 莎拉公主（市長夫人）

1986年
- 愛少女波麗安娜物語（母親）
- 青春動畫全集（日语：青春アニメ全集）（萩野夫人）

1987年
- 超能力魔美（劍的妻子）
- 格林名作劇場（母親）

1988年
- 美味大挑戰（女將）
- 相聚一刻（女園長）

1991年
- 八百八町表裏 化妝師（日语：八百八町表裏 化粧師）（眉花樓女將）

1992年
- 奇天烈大百科（高枝）

1993年
- 忍者亂太郎（櫟蕈城公主〈初代〉）

1995年
- 愛莉絲偵探局（奶奶）

2000年
- 幽浮寶貝（山老師）

2003年
- （大鐘夫人）

2005年
- 玻璃假面 (2005年版)（美術監督）

### OVA
- 機器人公司「Presence」（日语：ロボットカーニバル）（1987年，奶奶）
- 銀河英雄傳說（1991年，沃爾夫韓克·米特邁耶（日语：ウォルフガング・ミッターマイヤー）的母親）
- 哈姆太郎 哈姆好友的尋寶大作戰！哈姆哈！美好的海邊暑假～（2003年，的祖母）

### 外語配音

#### 演員
洛伊絲·馬克斯韋爾
- 詹姆士·龐德系列（曼妮潘妮小姐）
  - 金鋼鑽 ※TBS舊錄製版。
  - 第七號情報員 ※TBS版。
  - 第七號情報員續集 ※TBS新錄製版。
  - 生死關頭 ※TBS舊錄製版。
  - 太空城 ※TBS版。
  - 女王密使 ※TBS版。
  - 金鎗人 ※TBS版。
  - 海底城 ※TBS舊錄製版。
  - 霹靂彈 ※TBS版。
  - 雷霆谷 ※TBS版。

#### 電影
- 海神號救難記（英语：Beyond the Poseidon Adventure）（漢娜·梅雷迪思〈雪莉·奈特〉）※TBS版。
- 麥克阿瑟傳（瓊妮·麥克阿瑟〈瑪姬·杜賽（英语：Marj Dusay）〉）※TBS版。
- 虎躍龍騰（英语：Night Passage (film)）（夏洛特·“查理”·德魯〈黛安·福斯特（英语：Dianne Foster）〉）※朝日電視台版。
- 大智若愚（英语：Nobody's Fool (1994 film)）
- 勾魂手（英语：The Boston Strangler (film)）（德薩爾沃〈卡羅琳·康威爾（英语：Carolyn Conwell）〉）※朝日電視台版。
- 海倫·摩根的故事（英语：The Helen Morgan Story）（蘇〈維吉尼亞·樊尚（英语：Virginia Vincent）〉）※朝日電視台版。
- 十誡（比提雅〈尼娜·弗徹（英语：Nina Foch）〉）※富士電視台版。

#### 電視影集
- 神仙家庭（英语：Bewitched）（1966年）※TBS版。

#### 動畫
- 建築師巴布（2000年，朵莉絲）

#### 人偶劇
- 雷鳥神機隊（1966年，格拉迪斯·索魯茲曼）

### 人偶劇
- 兒童人偶劇場（日语：こどもにんぎょう劇場）
  - （奶奶）
  - （的母親）
  - （1998年，巨大樹木）
- 新八犬傳（日语：新八犬伝）（1973年，犬坂毛野、五十子、栞、十六夜）
- （1980年，內蒂安娜伯爵夫人）

### 特攝影集
- 歸來的超人力霸王 第46話「憤怒的一擊」（1971年，護士）

### 電視劇
- 少年劇場系列（日语：少年ドラマシリーズ）「來自未來的挑戰（日语：未来からの挑戦）」（1977年，森的母親）

### 電視節目
- 一枚寫真（日语：一枚の写真）

## 著作

### 成人向
- （六興出版，1988年）
- （未來社（日语：未来社），1991年）

### 兒童書
- （高田敏子詩、花形惠子作、渡邊洋二繪，羅漢柏書房（日语：あすなろ書房），1978年）
- （高田敏子詩、花形惠子作、渡邊洋二繪，羅漢柏書房，1978年）
- （北山葉子繪，偕成社（日语：偕成社），1981年）
- （北山葉子繪，偕成社，1981年）
- （北山葉子繪，偕成社，1981年）
- （北山葉子繪，偕成社 1982年）
- （北山葉子繪，偕成社）

（1983年）
（1983年）
（1983年）
（1985年）
（1985年）
（1985年）
（1988年）
- （小淵桃繪，主婦之友社（日语：主婦の友社），1984年）
- （北山葉子繪，Ad Green企劃出版，1986年）—Ad Green保育實技選書。
- （木村香穗留繪，偕成社）

（1989年）
（1989年）
（1990年）
（1990年）
- （澤田桃子繪，鈴木出版（蒲公英繪本系列），1990年）

## 相關項目
- 日本小說家列表（日语：日本の小説家一覧）
- 兒童文學作家列表（日语：児童文学作家一覧）

## 外部連結
- 花形惠子 （日語）—81 Produce公式官網